# Human Nature (Madonna-Lied)
Human Nature (englisch für „Menschliche Natur“) ist ein Lied der US-amerikanischen Sängerin Madonna, das im Oktober 1994 erschien.

## Entstehung und Veröffentlichung
Geschrieben und produziert wurde das Lied von der Interpretin selbst, zusammen mit Dave Hall. Das Lied beinhaltet ein Sample zu What You Need (Main Source), wodurch deren Autoren Milo Deering sowie Kevin und Shawn McKenzie ebenfalls Urheber des Stückes sind.
Die Erstveröffentlichung von Human Nature erfolgte am 21. Oktober 1994 bei Maverick Records, als Teil von Madonnas sechsten Studioalbum Bedtime Stories (Katalognummer: 9362-45767-2). Am 5. Mai 1995 erschien das Lied als vierte und letzte Singleauskopplung aus dem Album. Diese erschien als CD-Maxi-Single mit zwei Remixen zur vorangegangenen Single Bedtime Story (Katalognummer: 9362-43535-2).

## Inhalt
Human Nature wurde in Bezug zu Madonnas vorherigem Skandalalbum Erotica und dem Coffee Table Book SEX geschrieben. Das Lied enthält einen sarkastischen Begleitgesang, in dem Madonna sich rhetorische Fragen stellt, die auf ihrem wirklichen Leben basieren, wie „Did I say something wrong? Oops, I didn’t know I couldn’t talk about sex. I must have been crazy“ sowie die Zeile „What was I thinking?“. Nach den Zeilen wird immer die Phrase „Express yourself, don’t repress yourself“ wiederholt. Des Weiteren singt Madonna im Lied darüber, dass sie keine Reue über ihre „Fantasien“ zeige und ruft ihre Kritiker dazu auf, dass sie ihr Verhalten und ihre Fantasien akzeptieren sollen, weil es der „menschlichen Natur“ entspräche.

## Liveaufführungen

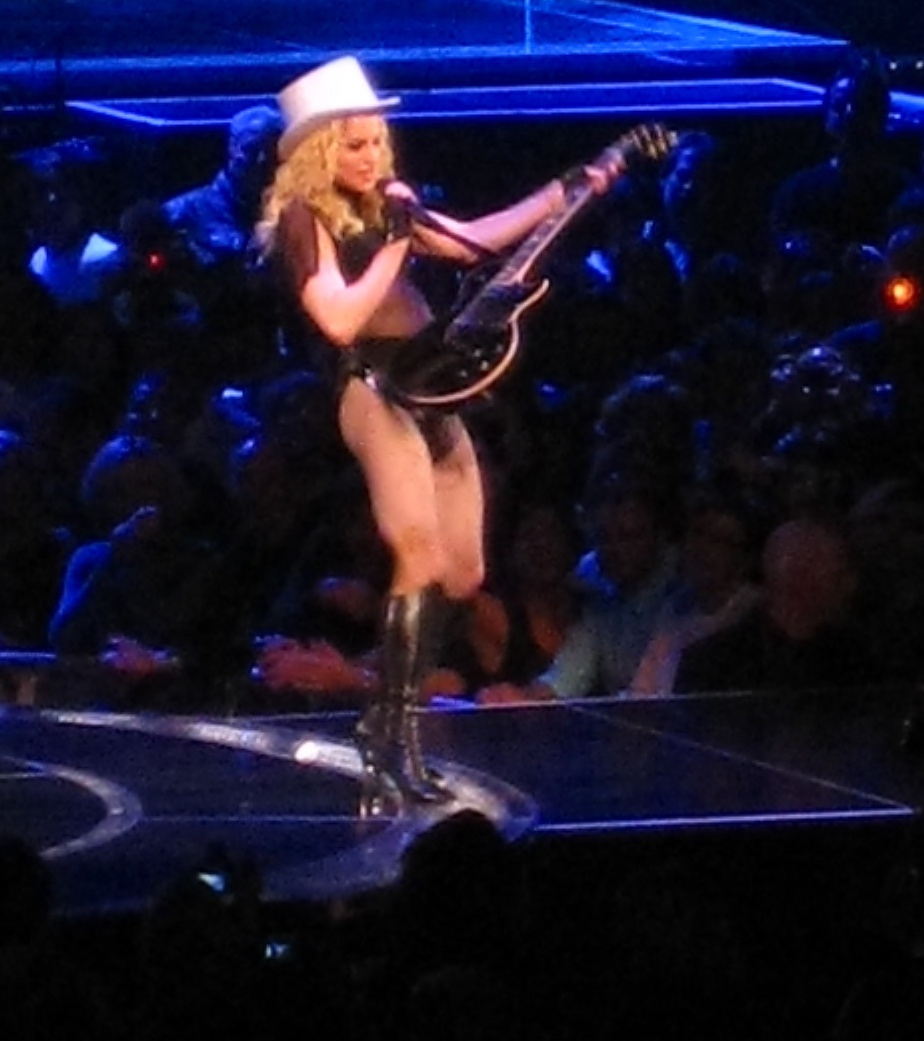
Madonna singt Human Nature während ihrer Sticky & Sweet Tour (2008)

Madonna sang Human Nature auf drei ihrer Tourneen. Erstmals sang Madonna das Lied im Jahr 2001 auf ihrer Drowned World Tour. Beim Vortrag ritt Madonna auf einem mechanischen Bullen. Zum zweiten Mal sang Madonna das Lied im Jahr 2008 auf ihrer Sticky & Sweet Tour. Sie spielte das Lied mit einer E-Gitarre, dabei wurde auf einer Leinwand im Hintergrund ein Video gezeigt, in dem Britney Spears in einem Aufzug gefangen ist. Beim Auftritt des Liedes sang Madonna am Ende des Liedes noch die hinzugefügte Zeile: „It’s Britney, bitch“. Bei einem Konzert von Madonna am 6. November 2008 in Los Angeles hatte Britney Spears einen Gastauftritt, als sie das Lied zusammen mit Madonna sang. Weiters war der Song Teil der MDNA Tour 2012. Madonna trug beim Auftritt schwarze weite Hosen, Hackenschuhe und ein weißes Hemd, derer sie sich während des Songs entledigte.

## Musikvideo
Die Regie zum Musikvideo führte Jean-Baptiste Mondino, der zuvor schon Regie zu Open Your Heart und Justify My Love führte. Madonnas Look und Outfit symbolisieren im Musikvideo das Motto „Latex und Leder“, dies solle die „Beschränkungen unserer Gesellschaft“ darstellen. Für das Musikvideo färbte Madonna ihre blonden Haare schwarz. Das von Madonna im Musikvideo getragene Kostüm, bestehend aus einem Catsuit und Stiletto-Stiefeln aus schwarzem PVC, wurde kurz nach den Aufnahmen in die Rock and Roll Hall of Fame aufgenommen.
Das Musikvideo wurde innerhalb von zwei Tagen am 6. Mai und 7. Mai 1995 in den Raleigh Studios in Hollywood, Los Angeles aufgenommen. Die Comics von Eric Stanton dienten dem Musikvideo als Inspiration. Dies erklärte Madonna in einem „behind the scenes“-Interview, während das Musikvideo gedreht wurde. Sie sagte: „Mondino fand dieses Buch von dem Illustrator namens Stanton, welcher S&M-Darstellungen zeichnete und sich mit diesen auseinandersetzte, aber wir wollten nicht das volle S&M, wir wollten es nur in Maßen, um Spaß an der Sache zu haben. Das Video ist also eher humoristisch als erotisch gemeint.“
Im Video setzt sich Madonna sowohl als Domina, als auch als Sklavin in Szene. Zu Beginn des Videos sitzt sie auf einem Stuhl, umringt von einer Tänzergruppe aus drei Männern und zwei Frauen, die sie während des Intros, des ersten Refrains und der ersten Strophe festhalten und ihre Bewegungen in einer Tanzchoreographie manipulieren. In Verbindung mit den von Madonna gesungenen Textzeilen („You wouldn’t let me say the words I longed to say/You didn’t want to see life through my eyes/You tried to shove me back inside your narrow room/And silence me with bitterness and lies“) steht dies metaphorisch für die niederschmetternden Kritikerstimmen, die Madonna vor allem in der Zeit um ihren Bildband SEX und ihr Album Erotica bekam. Während der zweiten Strophe ist Madonna mit genervtem Gesichtsausdruck an einen Stuhl gefesselt und wird von zwei männlichen und maskierten Tänzern an unterschiedlichen Körperstellen liebkost. Gegen Ende führt die Sängerin eine Choreographie auf, während ihre Tänzer sie umherbewegen und Seile um sie herumwerfen, diesmal kann sie den Fesselungsversuchen jedoch entkommen.
Als beherrschende Domina ist Madonna in Szenen zu sehen, in denen sie sich über ihre beiden Tänzerinnen lustig macht, die mit den Händen an einer Stange über ihrem Kopf, bzw. an einem Monohandschuh gefesselt sind, und diese dann mit einer Reitgerte bestraft und diszipliniert. Außerdem deutet sie mit ihrer Reitgerte auch die Bestrafung eines Chihuahuas an, der ebenfalls in Lack und Leder gekleidet ist. Das Video endet damit, dass Madonna wie zu Beginn des Videos auf einem Stuhl sitzt, jedoch allein und ohne von ihrer Tänzergruppe dominiert zu werden. Sie spricht den Satz „Absolutely no regrets!“ in die Kamera, boxt neckisch in die Luft und schaut lächelnd an der Kamera vorbei.

## Chartplatzierungen
| ChartsChartplatzierungen       | Höchstplatzierung | Wochen |
| ------------------------------ | ----------------- | ------ |
| Deutschland (GfK)              | 50 (9 Wo.)        | 9      |
| Schweiz (IFPI)                 | 17 (10 Wo.)       | 10     |
| Vereinigte Staaten (Billboard) | 46 (15 Wo.)       | 15     |
| Vereinigtes Königreich (OCC)   | 8 (6 Wo.)         | 6      |